# Katastrofa kolejowa pod Radkowicami
Katastrofa kolejowa pod Radkowicami – katastrofa, wydarzyła się 27 sierpnia 1973 roku około godziny 23:53 na odcinku Kielce — Jędrzejów na linii nr 8. W jej wyniku poniosło śmierć 14 osób, a 24 zostały ranne. Przyczyną katastrofy było najechanie pociągu relacji Zakopane — Warszawa Wschodnia na 20 wagonów towarowych, pozostawionych na trasie w wyniku rozerwania pociągu.

## Katastrofa i jej przyczyny
Do katastrofy doszło z powodu działań trzech osób – maszynistów pociągu towarowego i dyżurnego ruchu na stacji w Wolicy. 
Mijając stację w Radkowicach, ostatni wagon pociągu towarowego zwrócił uwagę tamtejszego dyżurnego ruchu, który nie zaobserwował na nim sygnału końca pociągu. Przypuszczając, że skład rozerwał się wcześniej, mężczyzna zatelefonował do dyżurującego na – poprzedniej na szlaku – stacji w Wolicy. Tamtejszy dyżurny nie powiedział mu prawdy – skłamał, że dokładnie obserwował pociąg i widział jego znaki końcowe. W rzeczywistości zasnął na służbie.
Tymczasem pociąg automatycznie zatrzymał się w polu za Radkowicami. Maszynista i jego pomocnik ruszyli jednak dalej wiedząc, że automatyczne zatrzymanie może oznaczać rozerwanie pociągu, jednak nie wykonali ani próby hamulców ani nie poinformowali dyżurnego w Radkowicach.
Krótko później pociąg pasażerski relacji Zakopane — Warszawa Wschodnia zderzył się z 20 zgubionymi wagonami towarowego. Zginęło 14 osób, 24 zostało rannych. Maszyniści – choć zszokowani – opuścili lokomotywę i pobiegli przez szlak naprzeciw ekspresowi relacji Warszawa — Krynica. Dzięki użyciu spłonek udało im się zatrzymać pociąg i zapobiec kolejnej, większej katastrofie.